# Sébastien Bosquet

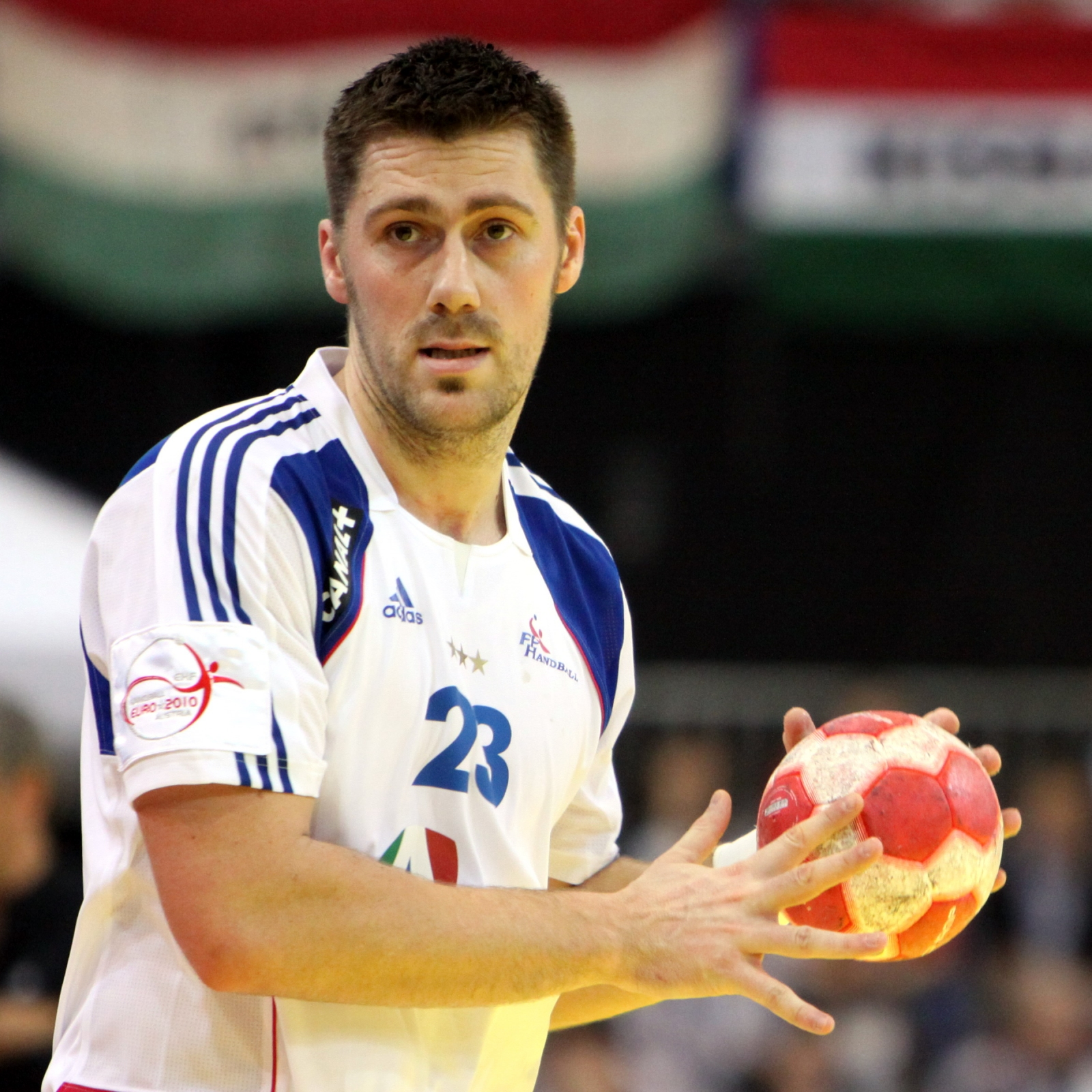
Sébastien Bosquet (2010)

Sébastien Bosquet (* 24. Februar 1979 in Dunkerque) ist ein französischer Handballspieler.
Der 1,98 Meter große und 101 Kilogramm schwere rechte Rückraumspieler spielte bis 2003 bei Dunkerque HBGL und von 2003 bis 2005 bei Montpellier HB. Mit diesen beiden Vereinen spielte der Linkshänder im EHF-Pokal (2002/2003, 2006/2007, 2007/2008, 2009/2010), in der EHF Champions League (2003/2004, 2004/2005), im Europapokal der Pokalsieger (2000/2001) und im City Cup (1998/1999, 1999/2000). Ab 2005 stand er bei Dunkerque HBGL unter Vertrag. Im Sommer 2013 wechselte er zu Tremblay-en-France Handball.
Sébastien Bosquet debütierte in der Französischen Nationalmannschaft im Jahr 2002 in einem Länderspiel gegen eine katalanische Auswahl. Bei den Europameisterschaften 2006 und 2010 wurde er Europameister. 2007 wurde er bei der Weltmeisterschaft in Deutschland Vierter. Bei den Weltmeisterschaften 2009 und 2011 wurde er Weltmeister. 
Er hat in 112 Länderspielen bisher 202 Tore erzielt.